# Roots (Imagine Dragons)
Roots è un singolo del gruppo musicale statunitense Imagine Dragons, pubblicato il 27 agosto 2015.

## Video musicale
Il video ufficiale del brano, pubblicato il 29 settembre 2015, è stato girato in Nuova Zelanda sotto la direzione di Matt Eastin.
Il video mostra il cantante della band, Dan Reynolds, che fugge dall'intensa vita del suo tour per ritrovare, come il titolo della canzone, le proprie radici. Sono inoltre mostrati spezzoni di videoclip che mostrano parti dell'infanzia di Reynolds.

## Tracce
1. Roots – 2:54

## Classifiche
| Classifica (2015)         | Posizione massima |
| ------------------------- | ----------------- |
| Regno Unito               | 127               |
| Stati Uniti               | 77                |
| Stati Uniti (alternative) | 16                |
| Stati Uniti (rock)        | 5                 |